# Milton Delgado
Pour les articles homonymes, voir Delgado.
Milton Delgado, né le 16 juin 2005 à Rafael Castillo, est un footballeur argentin qui joue au poste de milieu défensif au Boca Juniors.

## Biographie

### Carrière en club
Né à Rafael Castillo, dans le partido de la province de Buenos Aires de La Matanza en Argentine, Milton Delgado est formé par le Boca Juniors, où il commence sa carrière professionnelle en championnat d'Argentine. Il joue son premier match avec l'équipe première du club le 4 avril 2024, lors d'un match de Copa Sudamericana contre le Nacional Potosí.

### Carrière en sélection
Début 2025, il est convoqué avec l'équipe d'Argentine des moins de 20 ans pour participer au Championnat d'Amérique du Sud des moins de 20 ans qui a lieu en janvier et février 2025,. L'Argentine termine à la deuxième place de la compétition, derrière un Brésil qu'elle avait pourtant humilié 6-0 en ouverture,, l'Argentine restant en tête du championnat jusqu'à la dernière journée, où elle s'incline 3-2 contre le Paraguay de Luca Kmet et Diego León, leur première défaite de la compétition,,.

## Palmarès
Argentine -20 ans
- Championnat d'Amérique du Sud
  - Vice-champion en 2025